# Speichermühle
Speichermühle ist ein Weiler der Ortsgemeinde Speicher im Eifelkreis Bitburg-Prüm in Rheinland-Pfalz.

## Geographische Lage
Speichermühle liegt rund 1,5 km nordwestlich des Hauptortes Speicher in einem Tal direkt an der Kyll. Der Weiler ist fast ausschließlich von bewaldeten Hängen umgeben. Es gibt nur wenige landwirtschaftliche Nutzflächen. Neben der Kyll gibt es noch den sogenannten Mühlenkanal, der ebenfalls durch weite Teile des Weilers fließt.

## Geschichte
In den Wäldern rund um Speicher wurden einige Altertumsfunde entdeckt, die auf eine Besiedelung in der Römerzeit hindeuten. Der Weiler Speichermühle ging vermutlich aus der bereits 1690 existierenden Mühle hervor. Diese ist noch heute Kern des Ortes und steht unter Denkmalschutz.

## Kultur und Sehenswürdigkeiten

### Speichermühle
Diese Mühle stellt eines der bedeutendsten Gebäude des Weilers dar. Es handelt sich um eine ehemalige Öl- und Schneidemühle, die bereits 1513 erstmals erwähnt wurde. Die heutigen Gebäude bilden eine bauliche Gesamtanlage, die im Kern aus dem 16. und 17. Jahrhundert stammt. In den beiden nachfolgenden Jahrhunderten folgten mehrere Erweiterungen und Anbauten an den ursprünglichen Bestand.
Mitte und Ende des 19. Jahrhunderts wurde der klassische Mühlenbetrieb eingestellt. Man wechselte zur Nutzung der Wasserkraft mithilfe von Wasserrädern. Ab 1950 wurde erstmals Elektrizität erzeugt. Im Jahre 1964 entschied man sich für den Einbau größerer Turbinen, die noch heute Strom für den Weiler und für das Netz des RWE erzeugen.
Aus baulicher Sicht stellen die Gebäude ebenfalls eine Besonderheit dar. Das Hauptgebäude stammt im Kern aus dem Jahre 1752. Hiervon sind noch die segmentbogige Haustür mit Initialen sowie eine Hochwassermarke von 1763 erhalten. Die rechteckigen Fenster und das Walmdach wurden vermutlich bei einem Umbau 1794 geschaffen. Erwähnenswert ist auch die Stalltüre mit historischer Einfassung aus dem Jahre 1690.

### Kapelle
Am südlichen Ende des Weilers befindet sich eine kleine Kapelle, dicht am Hang der Kyll. Sie stammt gemäß Datierung aus dem Jahre 1700. Es handelt sich um einen kleinen rechteckigen Bau ohne Fenster und mit sehr kleinem Innenraum. Charakteristisch ist die schmale Eingangstür mit Rundbogen und das Tonnengewölbe im Inneren der Kapelle. Ausgestattet ist der Bau mit einer Muttergottesfigur, einem Holzkreuz samt Corpus und einem Steinkreuz aus dem Jahre 1841.

### Wegekreuz
Südlich der Speichermühle befindet sich ein Balkenkreuz aus dem Jahre 1878. Es trägt die Inschrift „Zur frommen Erinnerung an den am 9. März 1878 verunglückten Mathias Jakobi von Speicher R.I.P.“. Oberhalb des Balkens befindet sich zudem eine Reliefbüste in stark beschädigtem Zustand.

### Ehemaliger Steinbruch
Am nördlichen Ende des Weilers wurde um das Jahr 1915 ein Steinbruch betrieben. Genauere Angaben liegen hierzu nicht vor, es existiert jedoch diverses Bildmaterial.

Bildergalerie
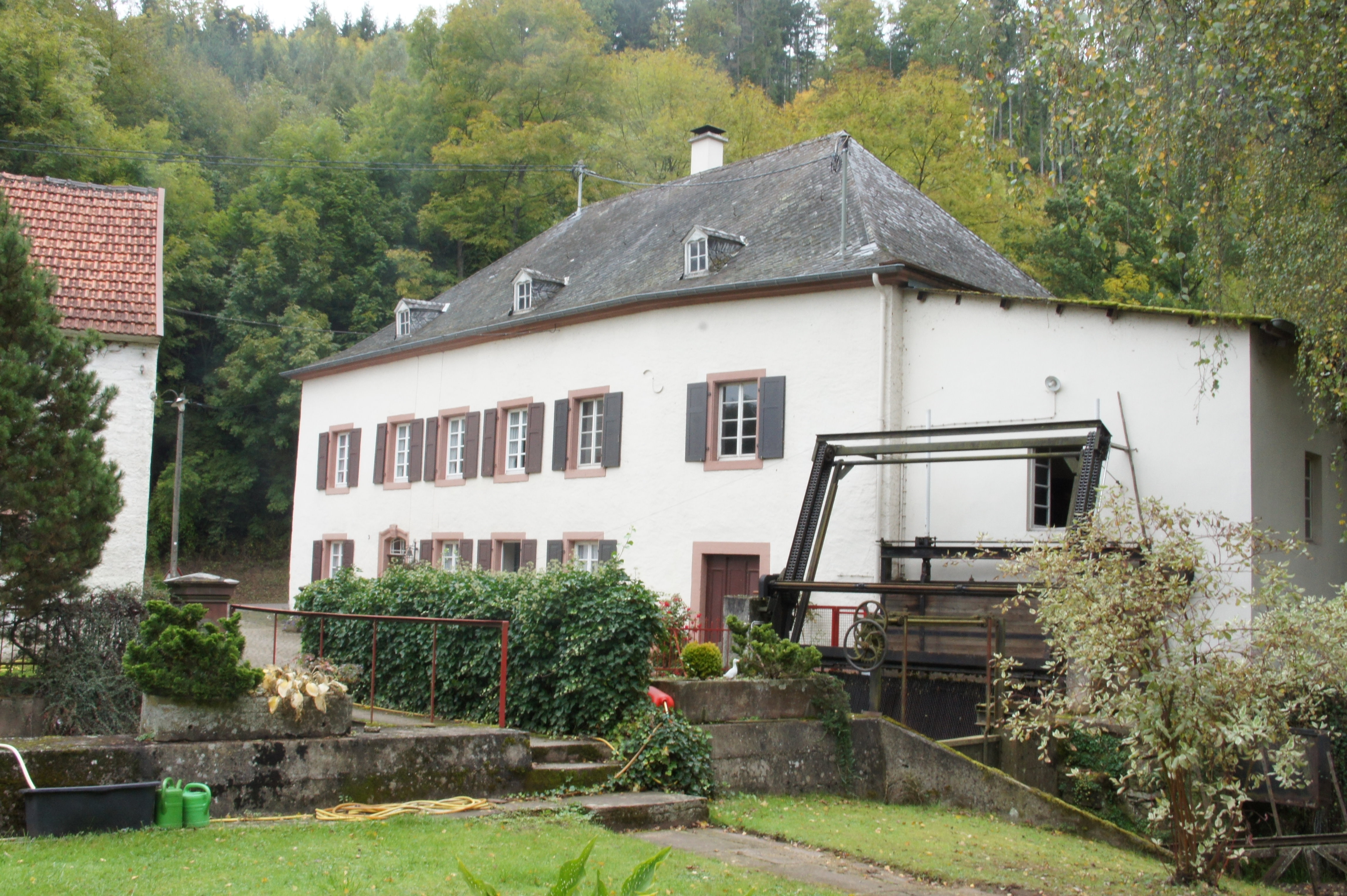
Speichermühle (1)
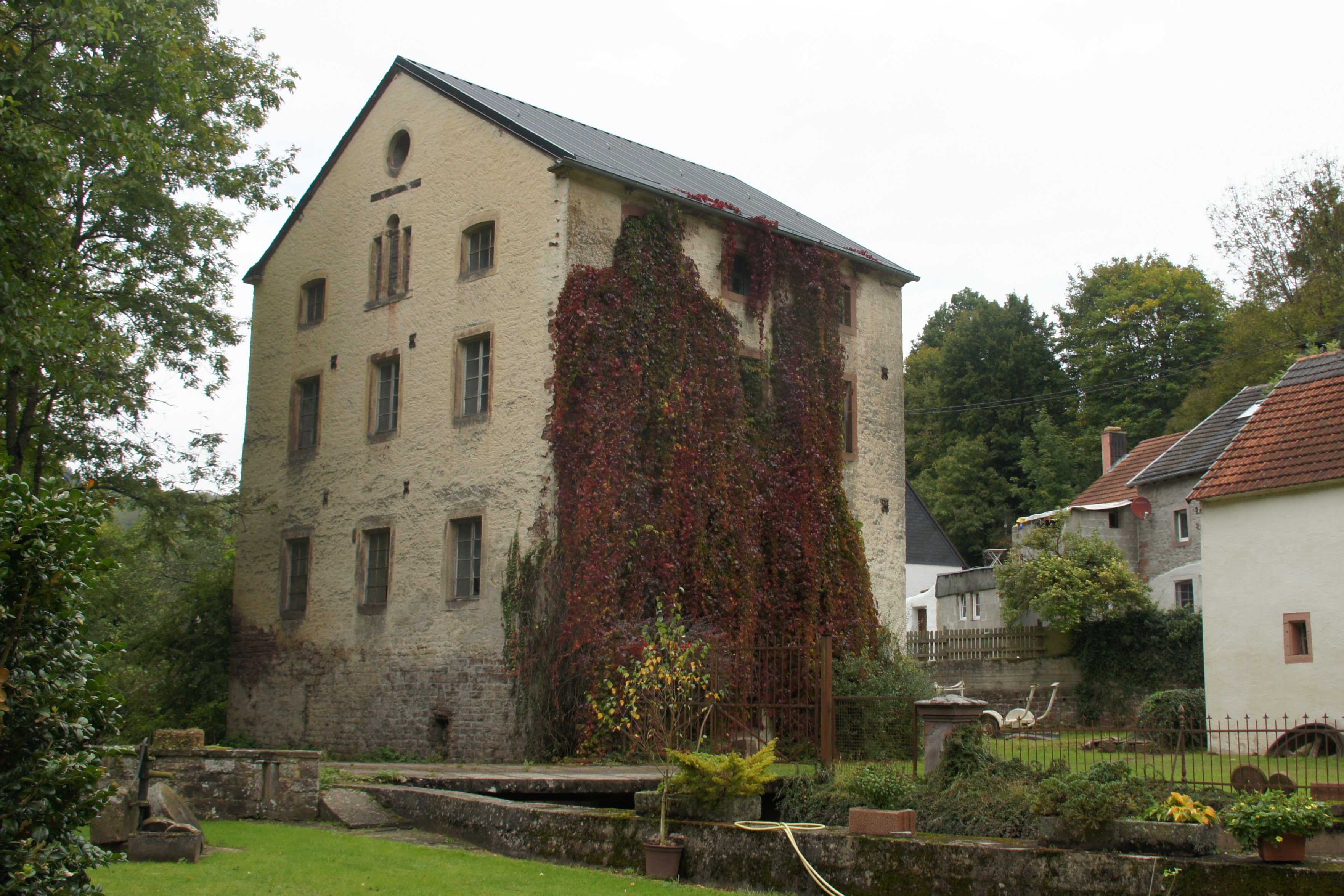
Speichermühle (2)
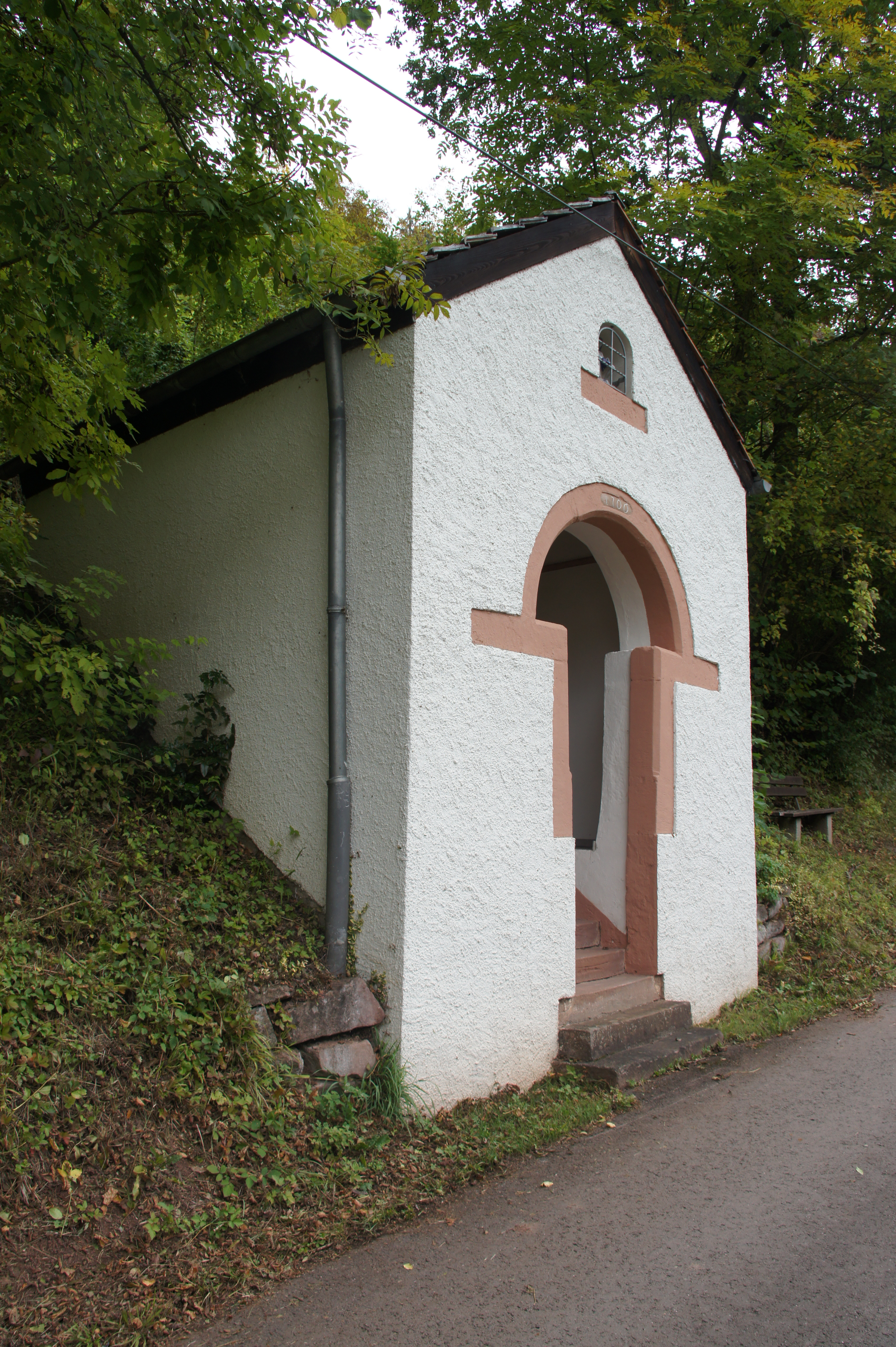
Kapelle – außen
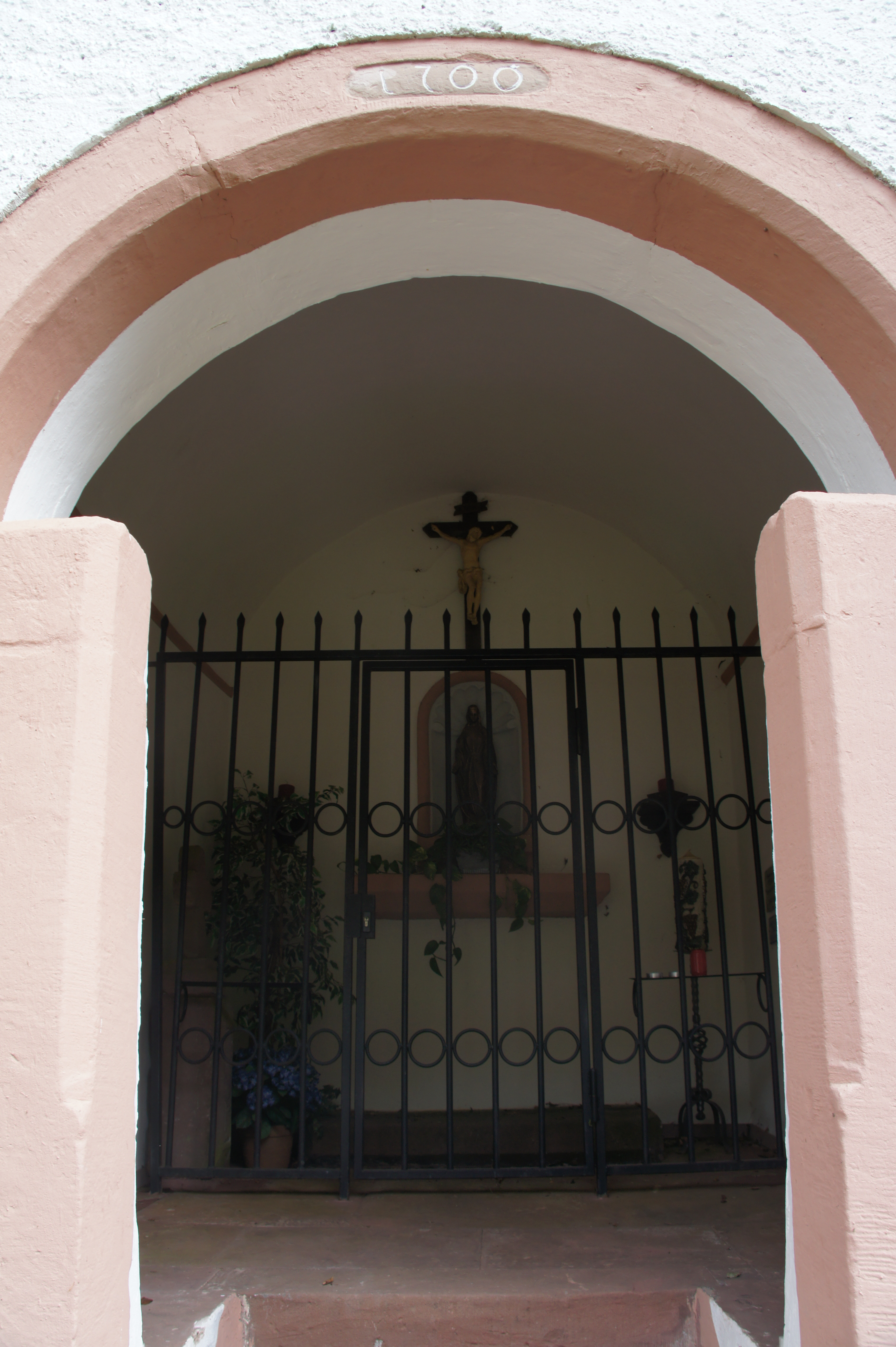
Kapelle – innen
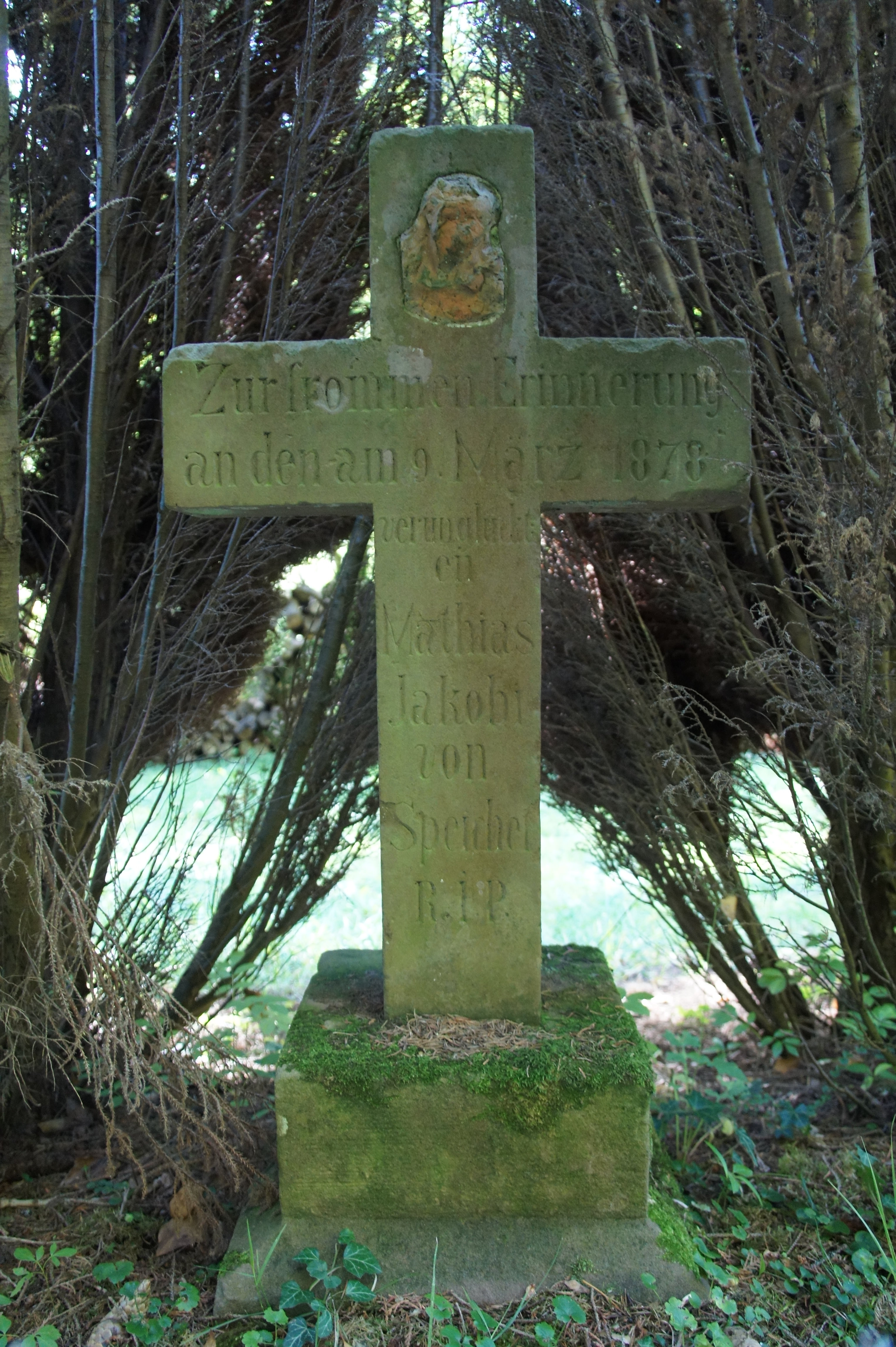
Wegekreuz

Siehe auch: Liste der Kulturdenkmäler in Speicher

### Naherholung
In der Verbandsgemeinde Speicher existiert ein Wanderwegenetz, welches alle Orte innerhalb der VG abdeckt. Speichermühle liegt direkt auf dem sogenannten Ringweg. In der Nähe verläuft auch der Felsenweg. Besonders das Kylltal ist mit seiner intakten Natur von touristischer Bedeutung und zum Wandern geeignet.

## Infrastruktur

### Schienenverkehr
Wenig westlich des Weilers verläuft die Eifelstrecke von Köln bis Trier. Der nächstgelegene Bahnhof befindet sich auf dem Wohnplatz „Bahnhof Speicher“. Bedient wird die Strecke in einem 60-Minuten-Takt.

### Autoverkehr
Speichermühle ist lediglich durch eine Gemeindestraße erschlossen. Westlich verläuft die Landesstraße 39 und nördlich die Landesstraße 36.